# ناحیه بنی سنوس
ناحیه بنی سنوس (به عربی: دائرة بنی سنوس) یک ناحیه در الجزایر است که در استان تلمسان واقع شده‌است.

## خصوصیات
ناحیه بنی سنوس ۲۱٬۶۴۶ نفر جمعیت دارد.